# Nototodarus hawaiiensis
Nototodarus hawaiiensis är en bläckfiskart som först beskrevs av Berry 1912.  Nototodarus hawaiiensis ingår i släktet Nototodarus och familjen Ommastrephidae. Inga underarter finns listade i Catalogue of Life.

## Bildgalleri

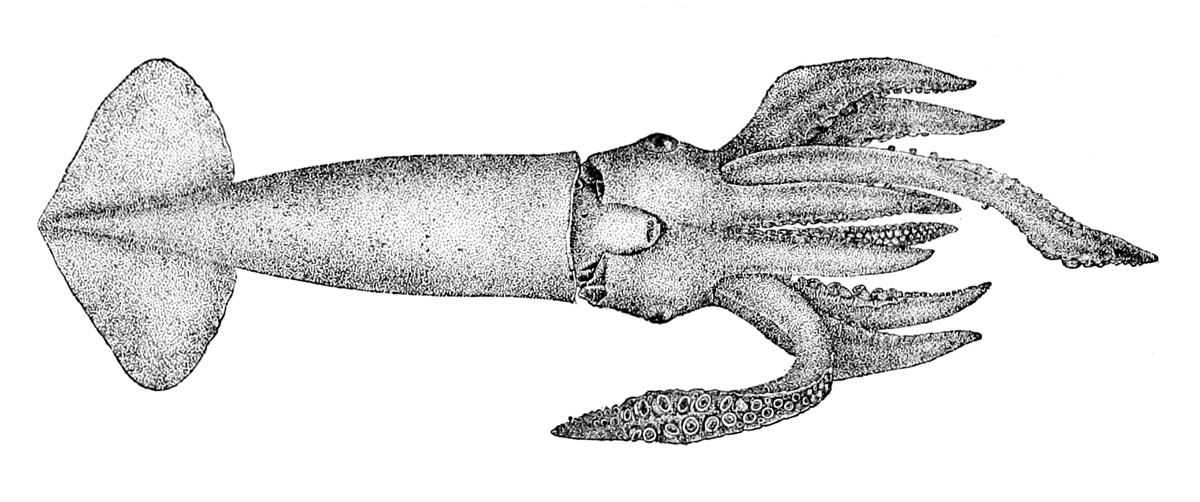